# Hyperthaema hoffmannsi
Hyperthaema hoffmannsi là một loài bướm đêm thuộc phân họ Arctiinae, họ Erebidae.